# Olof Wahlgren
Olof Gustaf Christersson (C:son) Wahlgren, född 21 september 1927 i Oscars församling, Stockholm, död 29 april 1990 i Slottsstadens församling, Malmö, var en svensk tidningsman och politiker (höger). Han var son till Christer Wahlgren. 

## Biografi
Wahlgren blev filosofie kandidat vid Lunds universitet 1951, politices magister 1954 och filosofie licentiat 1957. Han var medarbetare i Sydsvenska Dagbladet Snällposten (SDS) från 1949, anställdes vid kulturavdelningen där 1953, blev biträdande kulturchef 1956, var tidningens Pariskorrespondent 1957–1961, blev andre redaktör vid SDS 1961, var chefredaktör 1967–1987, vice verkställande direktör i Sydsvenska Dagbladets AB 1963–1967, verkställande direktör i Kvällspostens AB 1963–1978, Sydsvenska Dagbladets AB 1967–1978. Han var styrelseledamot i Sydsvenska Dagbladets AB och Kvällspostens AB 1949–1987, ordförande från 1978.
Wahlgren var styrelseledamot i Medborgerlig samling (Mbs) 1964–1968 (initiativtagare i Fyrstadskretsen 1963), Samling för framsteg 1965–1968 (andre vice ordförande sedan 1966), ordförande i Malmö Högerförbund och Fyrstadskretsens Högerförbund 1967–1969, vice ordförande Samling i Malmö 1967–1970 och ordförande i Samling 68 i Fyrstadskretsen 1968. 

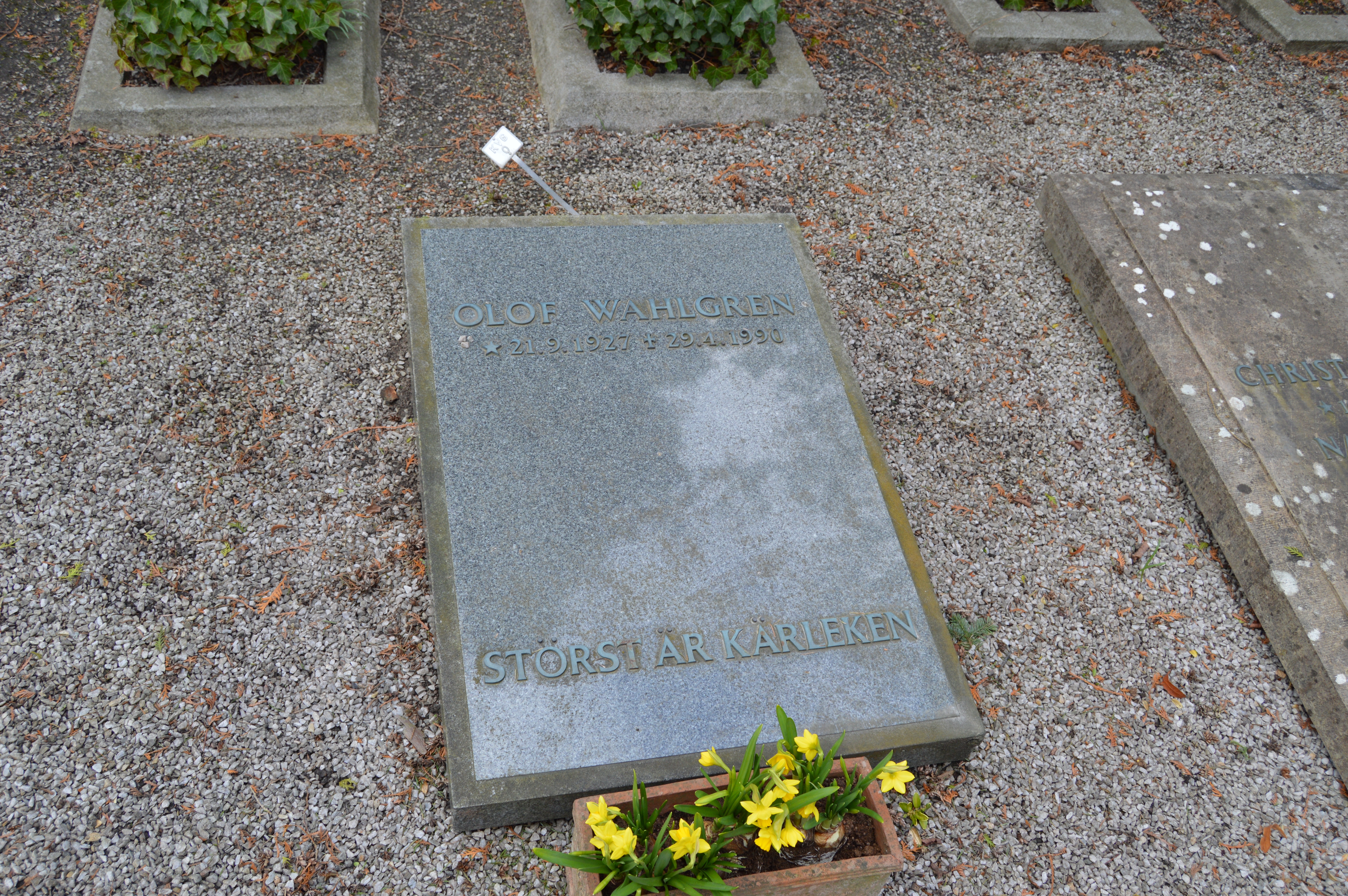
Olof Wahlgrens gravvård på Östra kyrkogården i Lund.

Wahlgren var ordförande i Svenska Tidningsutgivareföreningens (TU) krets 1967–1987 (vice ordförande 1963, hedersordförande 1987) och styrelseledamot i TU 1967–1987.

## Utmärkelser
- Riddare av Hederslegionen, 1968.[3]
- Officer av Hederslegionen, 1980.[4]